# Schismatoglottis roseospatha
Schismatoglottis roseospatha là một loài thực vật có hoa trong họ Ráy (Araceae). Loài này được Bogner miêu tả khoa học đầu tiên năm 1988.